# Croton biaroensis
Espèce
Croton biaroensis est une espèce de plantes à fleurs du genre Croton et de la famille des Euphorbiaceae présente en Indonésie (Sulawesi, Biaro, Moluques).